# Lac deth Pòrt de Caldes
El lac deth Pòrt de Caldes és un llac glacial que es troba a la conca occidental del Circ de Colomèrs, al vessant nord del Pirineu. La seva altitud és 2.473 metres i la seva superfície és de 0,77 hectàrees. Forma part de la zona perifèrica del Parc Nacional d'Aigüestortes i Estany de Sant Maurici, i pertany al terme municipal d'Naut Aran a la Vall d'Aran.
Una mica més avall de l'estany neix el riu Coma del Port de Caldes que desaigua a l'estany Major de Colomèrs
Per les ribes de l'estany passa el GR 11 així com el sender de la travessa Carros de Foc en el seu recorregut entre el refugi de Colomers i el refugi de la Restanca.